# Cody Walker
Cody Beau Walker (Los Angeles, 13 giugno 1988) è un attore statunitense.

## Biografia
Nasce nella contea di Los Angeles in California il 13 giugno 1988 da Cheryl (nata Crabtree) e Paul William Walker III. Ha quattro fratelli: due fratelli e due sorelle tra cui Paul, attore noto per la saga Fast and Furious, morto il 30 novembre 2013 in un incidente stradale, Caleb, Ashlie e Amie. È diplomato presso l'Università della California a Santa Barbara.

### Carriera cinematografica
Ha iniziato con una apparizione in Fast & Furious 7, assieme a suo fratello Caleb dopo la morte del fratello Paul Walker il 30 novembre 2013. Cody e Caleb hanno accettato di prendere il suo posto sul set fino alla fine delle riprese per continuare il ruolo dell'agente Brian O'Conner.
Dopo questa apparizione, Cody Walker decide di continuare a recitare come attore e appare nel film USS Indianapolis, uscito in America il 14 ottobre 2016.

## Vita privata
Oltre a essere impegnato nel mondo del cinema, Cody è brand manager della fondazione per Paul Walker, che aiuta i soccorritori ad ottenere l'ingresso a zone colpite da calamità in tutto il mondo. Il 15 agosto 2015, sposa la fidanzata di lunga data Felicia Knox.

## Filmografia

### Cinema
- Fast and Furious 7 (Furious 7), regia di James Wan (2015) - Non accreditato
- USS Indianapolis (USS Indianapolis: Men of Courage), regia di Mario Van Peebles (2016)
- Shadow Wolves, regia di McKay Daines (2019)
- Era mio figlio (The Last Full Measure), regia di Todd Robinson (2020)

### Televisione
- In The Rough - serie TV, 5 episodi (2016)